# CA Platense
CA Platense is een Argentijnse voetbalclub uit Florida, in de provincie Buenos Aires.
De club speelde 55 seizoenen in de Primera División. De club werd daar bekend om het feit dat ze zich vaak pas op de laatste speeldag redden van de degradatie. In 1999 degradeerde de club voor de laatste keer uit de hoogste klasse en zakte drie jaar later zelfs nog verder weg. Van 2006 tot 2010 speelde de club terug in de tweede divisie.

## Bekende (oud-)spelers
- Washington González
- Raimundo Orsi
- David Trezeguet